# مايكل دوغلاس غولدر
مايكل دوغلاس غولدر (باللاتينية Michael Douglas Goulder) عالم كتاب بريطاني قضى معظم حياته الأكاديمية في جامعة برمنغهام وكان أستاذ الدراسات الكتابية. تقاعد في 1994. يعرف لمساهماته في المسألة السينوبتية وخاصة فرضية فارر التي تقول بأسبقية مرقس ولكنها تتخلص من وثيقة ق مقترحه بدلها أن لوقا عرف متى. يرتبط اسمه أيضا بنظرية أن الإنجيليين كانوا مؤلفين مبدعين جدا وأن كانت لمتى ولوقا مواد مصدرية قليلة. كتب في السنوات الأخيرة عن نظرية بدايات المسيحية التي ترى عداوة كبيرة بين بولس وبين مسيحيي القدس بطرس ويعقوب أخي يسوع. وهذا ما اعتبر عودة للفرضية التي اقترحها فرديناند كريستيان باور من مدرسة توبنغن.
يتميز مايكل بأنه عالم كتاب خبير في العهدين العبري واليوناني. طبعت الكثير من مؤلفاته عن مواضيع عن العهد القديم خاصة سفر المزامير. يهدف عمله لكشف البيئة التاريخية التي استعملت فيها مختلف المزامير في العبادة مستخدما مقارنات مع التقاليد التي كانت خلف الكتاب العبري مثل التوراة. ورغم بعض انتقادات العلماء لاستنتاجاته لكنه وصف بأنه «رائد مشهور في دراسة المزامير العبرية».